# Наука в Казахстане
Наука в Казахстане — научные исследования и организации на территории современного Казахстана.
С советских времён республика унаследовала развитую сеть научных учреждений и вузов.
За период 1994—2011 годов ежегодное количество поданных заявок на патенты увеличилось с 1576 до 1732.

## История

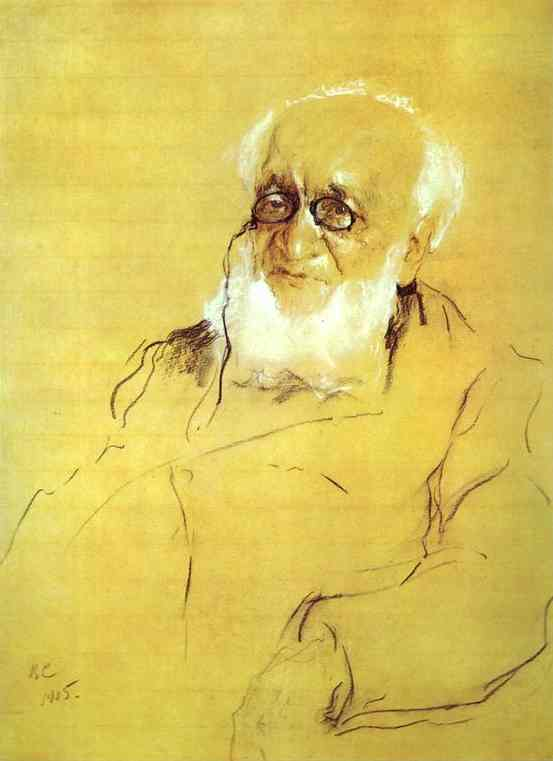
П. П. Семёнов-Тян-Шанский (худ. В. Серов)

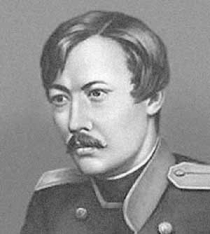
Чокан Валиханов

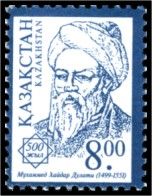
Дулати, почтовая марка Казахстана, 2000

В средние века на территории современного Казахстана работали такие учёные, как Аль-Фараби, Ю. Баласагуни, А.Яссави, М. Хайдар Дулати, К. Жалаири.
В конце XVII — начале XVIII века учёные России и ряда стран Европы начали исследовать территории Казахстана, изучать историю, культуру, быт и обычаи его населения. Одним из первых был русский картограф С. У. Ремезов. После присоединения Казахстана к России научные исследования проводились более широко и интенсивно. Российская академия наук организовала в 1733 году экспедицию для изучения географии, геологии и этнографии Казахстана. С 1733 по 1771 в Казахстане побывали многие учёные академии: С. П. Крашенинников, И. Г. Гмелин, И. И. Лепехин, П. С. Паллас, И. П. Фальк и др.
В XIX веке вклад территорию Казахстана изучали многие учёные-востоковеды: П. П. Семёнов-Тянь-Шаньский, Н. П. Рычков, П. М. Мелиоранский, В. В. Радлов, В. В. Бартольд, А. А. Диваев, Ч. Ч. Валиханов, А. Кунанбаев, И. Алтынсарин и другие.
Первый фундаментальный труд по истории казахов «Описание Киргиз-Казацких, или Киргиз-Кайсацких, орд и степей» (1832) создал А. И. Левшин, которого Валиханов назвал Геродотом казахского народа, а его монографию оценил как бесценное научное достояние.
В начале XX века большинство казахских детей имели возможность учиться только в аульных медресе. Накануне 1916 года на территории Казахстана было всего несколько русских и русско-казахских школ, в них обучалось 19370 казахских детей.
С начала XX века открываются научные организации, такие как Краевая станция по охране растений (1924), научно-исследовательского институт удобрений и агрономического почвоведения (1926). Начали работать отделения Главного геологического комитета города Алма-Ата и Института цветных металлов.

### Образование Академии наук в Казахстане
В 1926 образована «Казакстанская экспедиция АН СССР», при Особом комитете по исследованию союзных и автономных республик (ОКИСАР) АН СССР во главе с академиком А. Е. Ферсманом.
К 1932 году в Казахской ССР насчитывалось свыше 10 научно-исследовательских институтов и опытных станций, сотни опорных пунктов, лабораторий и метеорологических станций, несколько геологоразведочных организаций.
8 марта 1932 года образована Казахстанская база АН СССР. Здесь работали секторы зоологии и ботаники.
В 1940 году было организовано Казахское отделение Всесоюзной академии сельскохозяйственных наук (ВАСХНИЛ)
В годы Великой Отечественной войны (1941—1945) в республику были эвакуированы многие научные учреждения и высшие учебные заведения страны. Здесь трудились известные всему миру учёные — И. П. Бардин, Л. С. Берг, В. И. Вернадский, Н. Ф. Гамалея, И. И. Мещанинов, Н. Д. Зелинский, Л. И. Мандельштам, Н. В. Цицин, С. Г. Струмилин, А. М. Панкратова, А. Е. Фаворский, С. Е. Малов, В. Г. Фесенков, Г. А. Тихов, Б. А. Воронцов-Вельяминов и другие.
В 1942 образованы Институт астрономии и физики, Химико-металлургический институт, в 1943 — Институты почвоведения, ботаники, зоологии и тропических болезней. В 1942—1945 годах созданы Институты химии, металлургии и горного обогащения, огнеупорных и строительных материалов, зоологии.
В 1945 начали работать Институты истории, археологии и этнографии, горного дела, почвоведения, сектор математики и механики.
В 1946 на базе Казахского филиала Академии наук СССР образована Академия Наук Казахской ССР.

### Академия педагогических наук Казахстана
В 2004 году в республике было основано ОО «Академия педагогических наук». АПНК располагается в г. Алматы (Алма-Ата).
Академия педагогических наук заявила следующие цели:
- Всемерное содействие развитию системы непрерывного образования и педагогической науки, духовно-нравственному воспитанию;
- Развитие научно-инновационной деятельности, профессиональной консолидации ученых и практиков;
- Внедрение результатов научной и инновационной деятельности в систему образования;
- Участие в международных научно-исследовательских проектах, конференциях, конгрессах, симпозиумах и в деятельности зарубежных организаций в области образования и науки;
- Реализация наиболее важных, перспективных, научных и инновационных исследований.

На декабрь 2020 года в составе АПН р. Казахстан
- 186 действительных членов (академиков);
- 157 членов-корреспондентов;
- 14 почётных академиков;
- 20 иностранных членов;
- 167 членов АПНК;
- 40 коллективных членов

## Научно-технический потенциал
Несмотря на общее снижение научных работ в Казахстане после 1991 года, за последние 10 лет казахстанской наукой достигнуты результаты, некоторые из которых имеют мировой уровень.
По результатам исследований получено 877 патентов, разработано 136 образцов техники, созданы и испытаны 193 сорта сельскохозяйственных культур, выведено и апробировано 14 новых типов, линий и пород сельскохозяйственных животных. Подготовлена проектно-конструкторская и техническая документация для 36 наукоёмких производств.
В 2003 году в Республике Казахстан научные исследования и разработки выполняли 267 организаций. Среди специалистов-исследователей 942 работника имеют учёную степень доктора, 2688 — кандидата наук.
В Казахстане работают уникальные (в масштабах СНГ) исследовательские институты, в числе которых ДГП «Институт проблем горения» (110 научных сотрудников), в котором проводятся исследования структуры в области плазмохимии и высокотемпературного синтеза, Институт органического катализа и электрохими. В. Сокольского (110 научных сотрудников), в котором разрабатываются новые каталитические системы, а также Институт Химических Наук им. А. Б. Бектурова (119 научных сотрудников), в котором разрабатываются уникальные ионообменные мембраны.

## Научные организации
| Научная организация                                                                                    | город               | Основные направления деятельности |
| --- | ------------------- | --- |
| Алтайский отдел Института геологических наук им. К. Сатпаева                                           | Усть-Каменогорск    | геология, тектоника, металлогения, поиск месторождений полезных ископаемых                                                                 |
| Восточный научно-исследовательский горно-металлургический институт цветных металлов                    | Усть-Каменогорск    | металлургия тяжёлых цветных металлов |
| Астрофизический институт им. В. Фесенкова                                                              | Алма-Ата            | астрофизика, физика атмосферы |
| Государственное научно-производственное объединение промышленной экологии «Казмеханобр»                | Алма-Ата            | обогащение и переработка различных типов руд, металлургия благородных металлов, проектирование предприятий ГМК, экология                   |
| Институт экспериментальной биологии, ЗАО                                                               | Алма-Ата            | генетика, биотехнология сельскохозяйственных животных                                                                                      |
| Институт горного дела имени Кунаева                                                                    | Алма-Ата            | горное дело |
| Институт археологии им. А. Маргулана                                                                   | Алма-Ата            | археология |
| Институт ботаники и фитоинтродукции (ДГП) Центра биологических исследований                            | Алма-Ата            | флористические, интродукционные исследования, геоботаника, палеоботаника                                                                   |
| Институт востоковедения им. Р. Сулейменова                                                             | Алма-Ата            | востоковедение, страноведение |
| Институт географии                                                                                     | Алма-Ата            | оценка природно-ресурсного потенциала и состояния ландшафтов                                                                               |
| Институт геологических наук им. К. Сатпаева                                                            | Алма-Ата            | геология и глубинное строение земной коры Казахстана, полезные ископаемые                                                                  |
| Научно-Исследовательский Институт энергетики им. академика Чокина                                      | Алма-Ата            | энергетика |
| Институт гидрогеологии и гидрофизики им У. Ахмедсафина                                                 | Алма-Ата            | подземные воды, моделирование гидрогеологических процессов                                                                                 |
| Институт зоологии                                                                                      | Алма-Ата            | зоология, сохранение биологического разнообразия                                                                                           |
| Институт ионосферы                                                                                     | Алма-Ата            | атмосфера Земли |
| Институт истории и этнологии им. Ш. Уалиханова                                                         | Алма-Ата            | фундаментальных исследований в области истории, этнологии, антропологии казахского этноса и других народов, населяющих Казахстан           |
| Институт космических исследований им. академика У. М. Султангазина                                     | Алма-Ата            | дистанционное зондирование, изучение свойств металлических расплавов в условиях микрогравитации.                                           |
| Институт литературы и искусства им. М. Ауэзова                                                         | Алма-Ата            | литературоведение, фольклористика, искусствоведение, история казахского фольклора                                                          |
| Институт математики                                                                                    | Алма-Ата            | математика, математическое моделирование                                                                                                   |
| Институт металлургии и обогащения                                                                      | Алма-Ата            | совершенствование технологический металлургии, синтез высокотемпературных материалов с заданными свойствами                                |
| Институт механики и машиноведения им. У. Джолдасбекова                                                 | Алма-Ата            | методы расчёта прочности машин, исследование механики и техногенных процессов в Земле                                                      |
| Институт микробиологии и вирусологии                                                                   | Алма-Ата            | сохранение полезных штаммов микроорганизмов, создание средств микробиологической защиты сельскохозяйственных растений, животных и человека |
| Институт молекулярной биологии и биохимии им. М. А. Айтхожина                                          | Алма-Ата            | молекулярная биология, генетика, биоинженерия                                                                                              |
| Институт общей генетики и цитологии                                                                    | Алма-Ата            | генетика, цитология |
| Институт органического катализа и электрохимии им. Д. Сокольского                                      | Алма-Ата            | переработка природных ресурсов, разработка новых возобновляемые источники энергии                                                          |
| Институт органического синтеза и углехимии                                                             | Караганда           | гидрогенизация тяжёлого углеводородного сырья                                                                                              |
| Институт питания                                                                                       | Алма-Ата            | обмен веществ, заболевания пищеварительной системы                                                                                         |
| Институт прикладной математики                                                                         | Караганда           | теоретическая математика, информатика и вычислительная математика                                                                          |
| Институт проблем горения                                                                               | Алма-Ата            | создание новых, высокоэффективных технологий и материалов с использованием процессов горения в различных сферах                            |
| Институт проблем информатики и управления                                                              | Алма-Ата            | разработка и исследование методов и средств информационной безопасности                                                                    |
| Институт проблем комплексного освоения недр                                                            | Караганда           | изучение, освоение и исследования месторождений природных и техногенных руд                                                                |
| Институт сейсмологии                                                                                   | Алма-Ата            | прогноза и снижения ущерба от землетрясений                                                                                                |
| Институт химических наук им. А. Бектурова                                                              | Алма-Ата            | мембраны, полимеры |
| Институт промышленной биотехнологии                                                                    | Степногорск         | селекция микроорганизмов для фармацевтической, пищевой, микробиологической, ветеринарной, кормовой промышленности                          |
| Институт физиологии человека и животных                                                                | Алма-Ата            | физиология, лимфатическая система |
| Институт биологии и биотехнологии растений                                                             | Алма-Ата            | Биоинженерия растений, клеточная, молекулярная биология и генная инженерия                                                                 |
| Институт философии и политологии                                                                       | Алма-Ата            | |
| Международный научно-производственный холдинг «Фитохимия», АО (бывш. Институт фитохимии)               | Караганда           | фитохимическое изучение растительного сырья Казахстана; поиск новых биологически активных соединений; фармацевтическое производство        |
| Институт экономики                                                                                     | Алма-Ата            | Разработка казахстанской модели устойчивого экономического роста                                                                           |
| Институт языкознания им. А. Байтурсынова                                                               | Алма-Ата            | фонетика, лексикология, лексикография, грамматика, культура речи, этнолингвистика, ономастика казахского языка.                            |
| Казахская академия образования им. И. Алтынсарина                                                      | Алма-Ата            | исследования по проблемам общего и профессионального образования                                                                           |
| Казахский государственный научно-исследовательский институт научно-технической информации (КазгосИНТИ) | Алма-Ата            | депонированние информационных ресурсов в виде баз и банков данных по отраслям науки                                                        |
| Национальный центр научно-технической информации Республики Казахстан                                  | Алма-Ата            | Осуществляет сбор, обработку, анализ документальных потоков.                                                                               |
| Научно-исследовательский институт механики и математики                                                | Алма-Ата            | методики преподавания математики механики                                                                                                  |
| Научно-исследовательский институт проблем экологии КазНУ им. аль-Фараби                                | Алма-Ата            | экологический мониторинг |
| Научно-исследовательский институт проблем биологической безопасности                                   | Гвардейский         | профилактика и диагностика особо опасных заболеваний животных                                                                              |
| Научно-исследовательский институт финансово-банковского менеджмента                                    | Алма-Ата            | денежно-финансовая система Казахстана |
| Научно-исследовательский институт химических технологий и материалов                                   | Алма-Ата            | разработка новых химических технологий и материалов                                                                                        |
| Научно-исследовательский институт экспериментальной и теоретической физики                             | Алма-Ата            | актуальные проблемы теории относительности, гравитации и квантовой механики                                                                |
| Научно-исследовательский институт проблем биологии и биотехнологии КазНУ им. аль-Фараби                | Алма-Ата            | гормональная регуляция в клетках |
| Национальный центр биотехнологии Республики Казахстан                                                  | Астана, Степногорск | Молекулярная генетика, прикладная биотехнология, микробиология, селекция                                                                   |
| Национальный центр государственных стандартов образования и тестирования                               | Астана              | стандартизация |
| Республиканская научно-педагогическая библиотека                                                       | Алма-Ата            | библиотека |
| Республиканская научно-техническая библиотека                                                          | Алма-Ата            | библиотека |
| Республиканский научно-методический центр информатизации образования                                   | Алма-Ата            | обеспечение единой научно-технической, методической и организационной политики в области информатизации образования                        |
| Сейсмологическая опытно-методическая экспедиция                                                        | Алма-Ата            | регистрация и обработка данных о землетрясениях контролируемых территорий и прилегающих районов                                            |
| Физико-технический институт                                                                            | Алма-Ата            | физика конденсированных сред, физика высоких энергий                                                                                       |
| Институт ядерной физики НЯЦ РК                                                                         | Алма-Ата            | прикладные научные исследования в области ядерной физики                                                                                   |
| Химико-металлургический институт имени Ж. Абишева                                                      | Караганда           | обогащение и окускование руд чёрных и цветных металлов, технологий переработки некондиционного и техногенного сырья                        |
| Центр физико-химических методов исследования и анализа                                                 | Алма-Ата            | анализ и разработка методик анализа промышленных продуктов, сырья и объектов окружающей среды, разработка новых химических технологий      |
| Центральная лаборатория биологических исследований лекарственных соединений                            | Астана              | разработка и испытание новых лекарственных средств                                                                                         |
| Центральная научная библиотека МОН РК                                                                  | Алма-Ата            | создание системы фундаментальных библиографических и реферативных баз данных                                                               |

## Средневековые мыслители
Создан на основе энциклопедического справочника Учёные Казахстана. Алматы, 2012, Казахская энциклопедия. ISBN 9965-893-92-6 , 1 том
1. Абдул-Гафур аль-Кардари (1166-?)
2. Абд ар-Раззак Самарканди (1431-1482)
3. Джувейни (1226-1283)
4. Ала ад-Дин Байлак аль-Кипчаки (12—13в.)
5. Арыстан-Баб (12в.)
6. Ахмад аль-Испиджаби (10 в.—1087)
7. Ахмад Югнаки (12в.)
8. Мухаммад аль-Баласагуни (1040/50 – 1112)
9. Ибн Сина (980-1037)
10. Абд аль-Кахир аль-Джурджани (1009/1010—1078)
11. Абужалел пир (17в. конец– 18в. 1-я половина)
12. Абу Ибрахим аль-Фараби (?-951)
13. Абу-ль-Касим аль-Фараби (1130 – 1210)
14. Джамаль Карши (1230-?)
15. Абу-л-Хасан ал-Исфиджаби (?-?)
16. Аль-Фараби (870-950)
17. Аль-Бируни (973-1050)
18. Абу Тахир Мухаммад ат-Тарази (12в.)
19. Абульгази-хан (1603 — 1664)
20. Алам ад-Дин аль-Жаухари (10-11в.)
21. Али аль-Исфиджаби (?-?)
22. Макдиси аль-Мутаххар Ибн Тахир (10в.)
23. Шараф аз-Заман Тахир аль-Марвази (1056/57—1124/25)
24. Бабур (1483—1530)
25. Бадр ад-Дин аль-Фараби (14-15в.)
26. Баки Мухаммад Туркестани (18в.)
27. Сулейман Бакыргани (1091—1186)
28. Юсуф Баласагуни (1016-1093)
29. Ахмад аль-Фараби (?-1174)
30. Гийас ад-Дин аль-Женди (?-?)
31. Аль-Аббас аль-Джаухари (9в.)
32. Дауд Туркестани (?-?)
33. Джамал ад-Дин Саид ат-Туркистани (13-14в.)
34. Джамаль Карши (1230—1315)
35. Аль-Аббас аль-Джаухари (~800-860)
36. Махмуд аз-Замахшари (1075—1144)
37. Исмаил аль-Джаухари (940–1002)
38. Исмаил аль-Хусаини аль-Фараби (?-?)
39. Кадыргали Жалаири (1535–1607)
40. Казтуган Суюнишулы (17в.)
41. Кауам ад-дин аль-Фараби (1286—1358)
42. Жанах ибн Хакан Кимаки (?-?)
43. Ахмед Ясави (1093/1103—1166)
44. Кутб (поэт Золотой Орды) (1297—1342)
45. Маула Мухаммад аль-Фараби (1320-?)
46. Махмуд ибн Вали (1595/96—?)
47. Махмуд бин Али ат-Тарази (?—1135)
48. Махмуд аль-Кашгари (1029—1101)
49. Мухаммед Мир Алим Бухари (1790 - 1860)
50. Молла Ахмет аль-Женди (
51. Мирза Мухаммад Хайдар (1499–1551)
52. Мырза Календар Исфараги (?-?)
53. Наршахи (899-959)
54. Саиф Сараи (1321—1396)
55. Отейбойдак Тлеукабылулы (1388–1478)
56. Улугбек (1394—1449)
57. Ибн Хаукаль (943-969)
58. Хафиз-и Таныш Бухари (1549-1590)
59. Шараф ад-дин Язди (?-1454)
60. Шейх Ахмет Тарази (15в.?)

## Первые ученые Казахстана
1. Абай Кунанбаев (1845-1904)
2. Абыланов, Сыдык (1845-1938)
3. Аймаутов, Джусупбек (1889–1931)
4. Айтбакин, Амре Дурманулы (1861-1919)
5. Акпаев, Жакып (1876-1934)
6. Акбергенов, Ибадулла (1907-1939)
7. Актанов, Мухамет (1850-?)
8. Алдонгаров, Ергали Баймухамедулы (1901-1930)
9. Алекторов, Александр Ефимович (1861—1918)
10. Ибрай Алтынсарин (1841-1889)
11. Аспандияров, Билял (1886-1958)
12. Асфендиаров, Санджар Джафарович (1889-1938)
13. Атшыбаев, Беркингали Мукашулы (1897-1937/1938)
14. Ахметов, Илияс (1897-1938)
15. Ахмет Халпе Губайдолла (1873-1951)
16. Адилов, Байсеит (1887-1928)
17. Адилов, Динмухамед (1900-1930)
18. Азербаев, Мардан Магмедович (1909-1938)
19. Альжанов, Отыншы (1873-1918)
20. Альжанов, Шарафи Есмухамедович (1901-1938)
21. Алибеков, Алиаскар Мендиярулы (1893—1937)
22. Бабаджанов, Мухаммед-Салих Караулович (1832-1871)
23. Байгурин, Альжан Махмудович (1896-1938)
24. Байдильдин, Абдрахман (1891—1931)
25. Байжанов, Аппак (1824-1887)
26. Байтурсынов, Ахмет (1872–1937)
27. Баржаксин, Ахмет (1894—1935)
28. Барлыбаев, Ахметолла Актаевич (1880-1937)
29. Барлыбаев, Хабиб Актаевич (1898-1946)
30. Басымов, Кажим Амангалиевич (1896–1938)
31. Баум, Эдуард Оттонович (1850-1921)
32. Барибаев, Жубаныш (1898-1927)
33. Бекенов, Елжас (1892—1938)
34. Бекмухамбетов, Мухамеджан Шолтырулы (1830–1904)
35. Беков, Орынбек (1898-1937)
36. Бекчурин, Мендияр (1740—1821)
37. Бекимов, Молданияз (1882-19?)
38. Братья Белослюдовы (1880-1944)
39. Болганбаев, Кайретдин Абдирахманулы (1894-1937)
40. Бородин, Николай Андреевич (1861 — 1934)
41. Букейханов, Алихан Нурмухамедович (1866-1937)
42. Букейханов, Сергей Алиханович (1905-1957)
43. Буркитбаев, Ашир Джаналиевич (1906-1938)
44. Беремжанов, Газымбек Кургамбекович (1896-1938)
45. Важев, Владимир Викторович (1861-1943) (1861-1943)
46. Габбасов, Халел Ахметжанулы (1888-1931)
47. Гумар Караш (1875-1921)
48. Гылмани, Садуакас (1890—1972)
49. Даулбаев, Бейбит (19в.)
50. Диваев, Абубакир Ахметжанович (1855-1932)
51. Добросмыслов, Александр Иванович (1854–1915)
52. Досмухамедов, Жаханша (1886–1937)
53. Досмухамедов, Халел Досмухамедович (1883–1939)
54. Донентаев, Сабит (1894—1933)
55. Дулатов, Миржакип (1885–1935)
56. Ергалиев, Закария (1889–1957)
57. Ермеков, Алимхан Абеуович (1891-1970)
58. Есенбаев, Халил Мухамеджанович (1892—1938)
59. Жанайдаров, Мейрам (1846–1921)
60. Джансугуров, Ильяс (1894-1938)
61. Джантюрин, Салимгирей Сеидханович (1875—1926)
62. Джантурин, Сейтхан Ахметович (1837—?)
63. Жангир-Керей-хан (1801—1845)
64. Жолдыбаев, Молдагали (1887–1938)
65. Жомартбаев, Таир (1884–1937)
66. Жубанов, Кудайберген Куанович (1899–1938)
67. Жумабаев, Магжан (1893–1938)
68. Жургенов, Темирбек Караевич (1898—1938)
69. Жусипбек Шайхисламулы (1857–1937)
70. Жусипбеков, Хамза (1900–1938)
71. Залиев, Нугман Залиевич (1889-1938)
72. Затаевич, Александр Викторович (1869-1936)
73. Имангазиев, Тулеген Имангазиевич (1874-1938)
74. Исаев, Ураз Джанзакович (1899—1938)
75. Кастанье, Жозеф-Антуан (1875-1958)
76. Кеменгеров, Кошмухамбет (1896–1937)
77. Кенжин, Асфендияр (1887—1938)
78. Коншин, Николай Яковлевич (1864—1937)
79. Костылецкий, Николай Фёдорович (1818–1869)
80. Крафт, Иван Иванович (1861–1914)
81. Кунте, Павел Павлович (1888–1956)
82. Кудерин, Жумахан Маусумбаевич (1891–1938)
83. Культелеев, Таир Мулдагалиевич (1911—1953)
84. Кусепкалиев, Даулетше (1870-1944)
85. Кадылбеков, Мергали Кадылбекович (1907–1938)
86. Каратаев, Бахытжан Бисалиевич (1860—1934)
87. Касаболатов, Есенгали Керейулы (1889-1938)
88. Кодаров, Карасай (1898-1953)
89. Кожанов, Султанбек Кожанулы (1894-1938)
90. Ходжиков, Коныркожа (1880–1938)
91. Коныратбаев, Алибек Коныратбаевич (1907–1937)
92. Конратбаев, Калжан (1877-1940)
93. Кулжанов, Нургали (1869/70-1919)
94. Кулжанова, Назипа Сегизбайкызы (1887-1934)
95. Кулманов, Бахтигирей Ахметович (1857-1919)
96. Халиди, Курбангали (1846–1913)
97. Лекеров, Азимбай Лекерович (1901-1938)
98. Майлин, Беимбет Жармагамбетович (1894-1938)
99. Маковецкий, Петр Емельянович (19в.)
100. Маметов, Ахмет (1895—1938)
101. Марсеков, Раимжан Марсекович (1877-1937)
102. Машхур Жусуп Копеев (1858—1931)
103. Мендешев, Сейткали (1882–1937)
104. Мирабаев, Молдахасан (19в.)
105. Миропиев, Михаил Алексеевич (1852-1919)
106. Муса Сайрами (1838–1916/17)
107. Мулла Нияз Мухаммад Хуканди (1803—1878 после)
108. Мусагалиев, Габдулгазиз (1880-1933)
109. Мустанбаев, Идрис (1902-1937)
110. Шокай, Мустафа (1890—1941)
111. Мустафин, Сейит-Баттал (1889–1937)
112. Бикин, Мурсеит (1860-1917)
113. Ныгмет Мынжан (1922–1993)
114. Нурмухамедов, Хасен Нурмухамедович (1900—1938)
115. Нурпеисов, Садык Нурпеисович (1904–1938)
116. Омаров, Елдес (1892—1937)
117. Омаров, Ильяс Омарович (1912-1970)
118. Ускенбаев, Абдрахман (1868-1895)
119. Утетлеуов, Бекет (1883–1949)
120. Потанин, Григорий Николаевич (1835–1920)
121. Потанин, Николай Ильич (1801-1860)
122. Пшенбаев, Косым (1844-1932)
123. Розыбакиев, Абдулла Ахметович (1897–1937)
124. Рыскулов, Турар Рыскулович (1894–1938)
125. Сабатаев, Сатылган (1874-1921)
126. Саблуков, Гордий Семёнович (1804 — 1880)
127. Сарыбаев, Шамгали Харесович (1893—1958)
128. Сарымолдаев, Кабылбек (1898—1938)
129. Садвакасов, Смагул (1900-1933)
130. Сатпаев, Абикей Зеинович (1881-1938)
131. Сегизбаев, Султан Сегизбаевич (1899 – 1939)
132. Сейдалин, Жансултан (1856-1919)
133. Сейдалин, Тлеу-Мухаммед (1835-1901)
134. Сейфуллин, Сакен (1894–1938)
135. Сеитов, Асылбек Жуманович (1894-1937)
136. Сералин, Мухамеджан (1872—1929)
137. Сиязов, Михаил Михайлович (1858-1914)
138. Султанбеков, Жагыпар Султанбекович (1898-1937)
139. Султангазиев, Бекмагамбет (1899-1950)
140. Сулеев, Билял (1893-1937)
141. Тайшыков, Кадыр Беспакович (1900-1937)
142. Ташимов, Бухарбай (?-?)
143. Тогжанов, Габбас Садвокасович (1900–1937)
144. Токтыбаев, Иса (1894–1967)
145. Торайгыров, Султанмахмут (1893-1920)
146. Тюрякулов, Назир Тюрякулович (1892–1937)
147. Кунанбаев, Турагул Абайулы (1876-1934)
148. Турганбаев, Маннан (1886-1937)
149. Тынышпаев, Мухамеджан Тынышпаевич (1879-1937)
150. Валиханов, Чокан Чингисович (1835—1865)
151. Шанин, Жумат Тургунбаевич (1892-1938)
152. Кудайбердиев, Шакарим (1858—1931)
153. Шарипов, Сабыр (1882-1942)
154. Шонанов, Телжан (1894—1938)
155. Шонанова, Шахзада Ароновна (1903–1938)
156. Шорманов, Аспандияр (1894-1971)
157. Шорманов, Муса (1819–1884)
158. Шорманов, Садуакас Мусаулы (1850-1927)
159. Изтлеуов, Турмагамбет (1882–1939)

160. Гертфельдер Виктор Владимирович